# Serphitidae
Famille
Les Serphitidae sont une famille fossile d'insectes hyménoptères, ayant vécu au cours du Crétacé, et dont les fossiles ont été découverts en Amérique du Nord, en France, en Espagne, en Russie et au Myanmar.

## Systématique
Cette famille a été créée en 1937 par l'entomologiste américain Charles Thomas Brues afin de permettre la classification d'un insecte fossile trouvé dans un morceau d'ambre canadien. L'espèce fut ainsi nommé Serphites paradoxus.
Par la suite, d'autres genres d'insectes fossiles furent décrits et placés dans cette famille, tels que Archaeromma et Distylopus par l'entomologiste japonais Hiroshi Yoshimoto en 1975, à partir de fossiles trouvés dans de l'ambre canadien, ou encore Aposerphites, Microserphites, Palaeomymar et d'autres espèces de Serphites en 1979 par les entomologistes d'origine russe Mikhail Vasilievich Kozlov et Alexandr Rasnitsyn, à partir d'ambre sibérien.